# Innenministerium (Türkische Republik Nordzypern)
Das Innenministerium der Türkischen Republik Nordzypern ist ein Ministerium der Türkischen Republik Nordzypern. Die Eigenbezeichnung lautet KKTC İçişleri Bakanlığı, Ministerium für innere Angelegenheiten der Türkischen Republik Nordzypern. Gegenwärtig wird die Behörde geführt von Kutlu Evren. Sitz ist in Nord-Nikosia.
Das Innenministerium ist zuständig für die Zivilverwaltung, Umsiedlung und Rehabilitation, für das Katasteramt, für das Zentralgefängnis in Nikosia, das Personenstands- und Meldewesen, für das Immigrationsamt, für das Kartenamt sowie für die Erfassung und Auswertung der Entschädigungskommission. Dem Innenminister unterstehen die Provinzverwaltungen und die nachgeordneten Verwaltungen (İlçe und Bucak).